# 軍人将棋 (MSX2)
軍人将棋（ぐんじんしょうぎ）は、KLONによって開発されパック・イン・ビデオから発売された、MSX2用のコンピュータゲーム。

## システム
軍人将棋を一人用としたものである。軍人将棋の中でも31枚型に分類され、軍人将棋盤は浮島のあるX型、工兵がタンクに負ける、地雷が相打ちにならないといったローカルルールが適用される。プレイヤー8人の登録が可能であり、勝利数と連勝数の記録が可能となっている。
対戦相手はBAGU（バグ）と呼ばれるキャラクターであり、BAGUは対戦中に様々な駄洒落やギャグを表示する。リセットを行った場合には次回起動時にプレイヤーの負けが宣告される。連勝と通算100勝にはCGが設定され、スタッフロールは9連勝で表示されるが、CGは魚を使用したダジャレ、スタッフロールはBAGUが劣勢時に行われる演出の種明かしとなっている。

## 反響
MSX・FANが、BAGUの挙動や連勝の報酬として表示される魚のCGなどの要素に注目し、1988年5月号で本作を「ギャグソフト」として評価し特集を行った。さらに1994年6月号では、「名作」として付録化している。